# Loras Joseph Watters
Loras Joseph Watters (* 14. Oktober 1915 in Dubuque, Iowa; † 30. März 2009 in Winona, Minnesota) war ein US-amerikanischer Geistlicher der Römisch-Katholischen Kirche und Bischof von Winona. 

## Leben
Loras Watters wurde am 7. Juni 1941 zum Priester im Erzbistum Dubuque geweiht.
Er wurde am 21. Juni 1965 zum Weihbischof von Dubuque sowie zum Titularbischof von Fidoloma ernannt. Der Apostolische Delegat in den Vereinigten Staaten, Egidio Vagnozzi, spendete ihm am 26. August desselben Jahres die Bischofsweihe; Mitkonsekratoren waren James Joseph Byrne, Erzbischof von Dubuque, und James Vincent Casey, Bischof von Lincoln. Am 8. Januar 1969 wurde er von Papst Paul VI. zum fünften Bischof der Diözese Winona ernannt und am 13. März 1969 offiziell in dieses Amt eingeführt.
Am 14. Oktober 1986 nahm Papst Johannes Paul II. seinen altersbedingten Rücktritt an. 